# Наама (област)
Наама (на арабски: ولاية النعامة) е област на Алжир. Населението ѝ е 192 891 жители (по данни от април 2008 г.), а площта 29 950 кв. км. Намира се в часова зона UTC+01. Телефонният ѝ код е +213 (0) 49. Административен център е град Наама. В областта има летище.